# Rosenstraße (Parchim)
Die historische Rosenstraße in Parchim führt in der östlichen Altstadt in Nord-Süd- und dann Westrichtung von der Wockerstraße und Lindenstraße zu den Straßen Am Kreuztor, Ziegenmarkt und Am Mühlenberg.

## Nebenstraßen

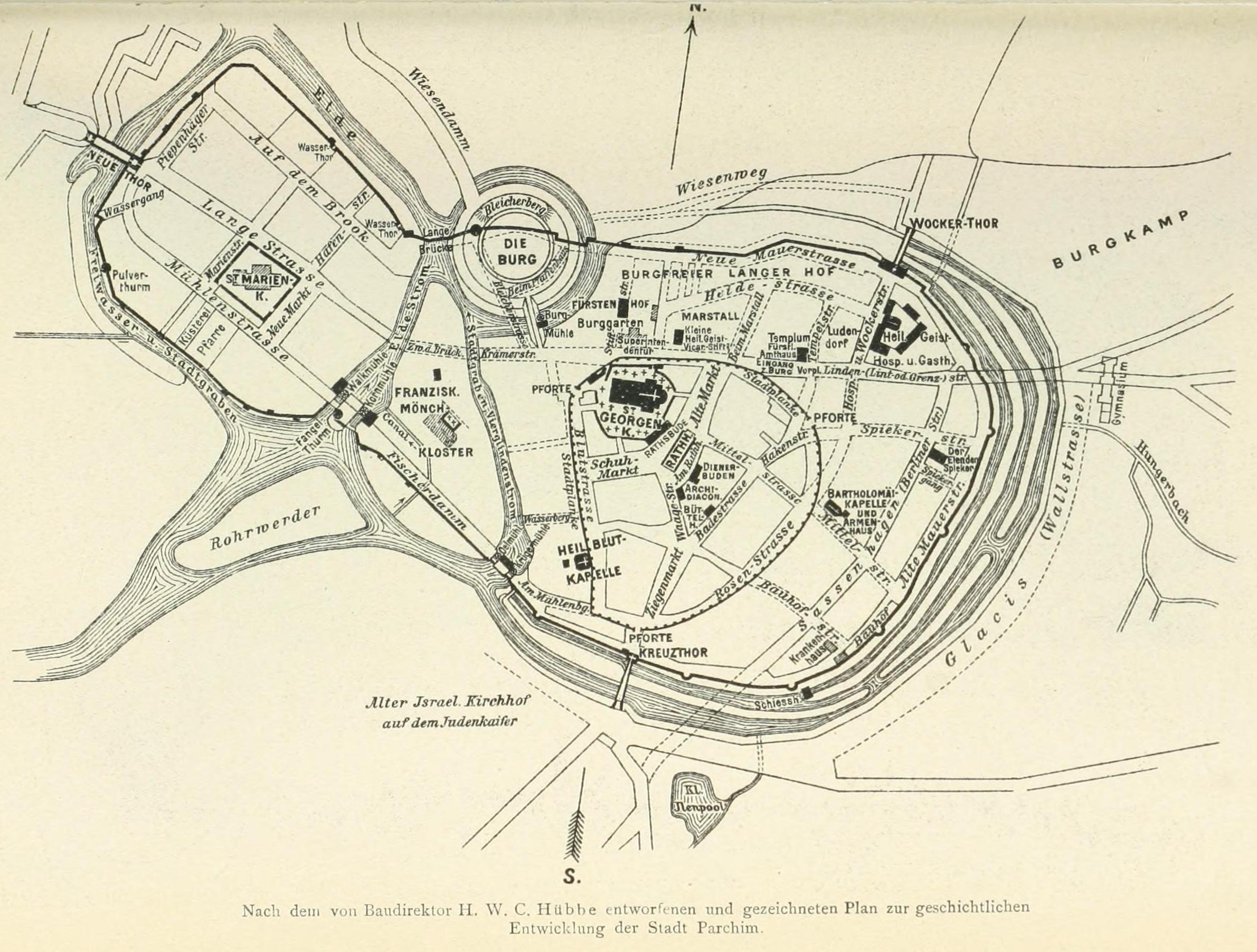
Parchim im Mittelalter

Die Nebenstraßen und Anschlussstraßen wurden benannt als Wockerstraße nach dem Eldenebenfluss und See, Lindenstraße nach dem Baum, Hakenstraße nach den Hökern als Kleinhändler, Spiekerstraße nach den früheren Speichern, Mittelstraße nach der mittelalterlichen Lage, Bauhofstraße seit um 1829 nach einem früheren Bauhof der Stadt an der Stadtmauer, Am Kreuztor nach dem früheren Stadttor in der Stadtmauer, Ziegenmarkt und Am Mühlenberg nach den Mühlen an der Elde.

## Geschichte

### Name
Die Straße wurde benannt nach den Rosen am Plankenzaun der inneren Stadtmauer oder evtl. nach den Pferden (= Rosse).

### Entwicklung
Im Frühmittelalter bestand eine slawische Siedlung. 1170 wurde die Burg erwähnt, in der von 1238 bis 1248 der Landesfürst residierte. 1282 schlossen sich die alte Stadt und die Neustadt von 1240 zusammen. 1289 brannte ein Teil der Altstadt ab. Zwischen 1289 und 1310 wurde die Stadtmauer Parchim errichtet. 1349 entstand die gotische Bartholomäuskapelle. 1612 vernichtete ein weiterer Brand große Teile der Stadt. Ein Haus an der Ecke Rosenstraße zur Mittelstraße von 1588 blieb erhalten.
Das 3. und 5. Eskadron des 2. Großherzoglich Mecklenburgischen Dragoner-Regiments Nr. 18 hatten u. a. im Bereich Rosenstraße, Neue und Alte Mauerstraße im 19. Jahrhundert ihre Quartiere.
Ab 1991 wurden die historische Altstadt und so auch die Straße und viele Häuser im Rahmen der Städtebauförderung saniert.

## Gebäude, Anlagen (Auswahl)
An der Straße stehen zumeist zweigeschossige Häuser. Die mit (D) gekennzeichneten Häuser stehen unter Denkmalschutz.
- Lindenstraße Nr. 38, Ecke Rosenstraße: 2-gesch. Wohnhaus (D), zurzeit noch Museum der Stadt Parchim
- Nr. 1: 2-gesch. Wohnhaus mit Hofbebauung (D)
- Nr. 2: 2-gesch. Wohnhaus (D)
- Nr. 3: 2-gesch. Wohnhaus (D), saniertes Fachwerkhaus
- Nr. 4: 2-gesch. Wohnhaus (D)
- Nr. 7: 2-gesch. Wohnhaus, saniertes Fachwerkhaus
- Nr. 8: 2-gesch. Wohnhaus (D), Fachwerkhaus mit Krüppelwalmdach
- Nr. 9: 2-gesch. Wohnhaus (D)
- Nr. 11: 2-gesch. Wohnhaus und Stall (D)
- Nr. 13: 2-gesch. Wohnhaus
- Nr. 14: 3-gesch. Wohnhaus (D), Eckhaus mit Walmdach
- Nr. 15: 3-gesch. Wohnhaus (D)
- Nr. 19: 2-gesch. Wohnhaus (D)
- Nr. 25: 2-gesch. Wohnhaus (D)
- Nr. 27: 2-gesch. Wohnhaus (D)
- Nr. 28: 2-gesch. Wohnhaus (D)
- Nr. 34: 2-gesch. Wohnhaus (D), 2019 abgerissen
- Nr. 35: 2-gesch. Wohnhaus (D)
- Nr. 41: 2-gesch. Wohnhaus (D)
- Nr. 42: 2-gesch. Wohnhaus (D)
- Nr. 43: 2-gesch. Wohnhaus (D), auf dem Hinterhof war von um 1823 bis 1938 die Synagoge der jüdischen Gemeinde in Parchim, die im Inneren in der Reichspogromnacht zerstört wurde, das verwüstete Gebäude wurde auf Kosten der jüdischen Gemeinde abgebrochen, eine Gedenktafel erinnert daran
- Nr. 46: 2-gesch. Wohnhaus (D)
- Nr. 47: 3-gesch. (neo)klassizistisches Wohnhaus (D)
- Nr. 49: 2-gesch. Wohnhaus (D)
- Mittelstraße Nr. 12: 3-gesch. Wohnhaus von 1588 als ältestes profanes Haus (D), Fachwerkhaus an der Ecke zur Rosenstraße als giebelständiger Hochständerbau mit bündigem Giebel mit Speichernutzung, im 17. Jahrhundert (Inschrift 1667) Einzug von Decken und barocker Umbau zur Wohnnutzung, um oder vor 1829 Trennung von Haus Nr. 13,[3] langer Leerstand und unsaniert
- Mittelstraße Nr. 3, Ecke Rosenstraße: gotische einschiffige Bartholomäuskapelle (auch Alte Kirche genannt) von 1349, Backsteingotik im Kern erhalten, stark verändernde Umnutzungen nach der Reformation als Armenhaus, 1829 Kornspeicher, 1893 Herberge zur Heimat, 1920 bis 2016 evangelisches Vereinshaus, danach verkauft
- Nr. 52: 2-gesch. Wohnhaus (D)
- Nr. 55: 2-gesch. Wohnhaus (D)